# Dehri Rohtas Light Railway
| 0-6-0T Baldwin-Schmalspurlok Nr. 50788 vom Dezember 1918. Sie hatte 279 × 406 mm Zylinder und einen Raddurchmesser von 800 mm |                     |                                     |                                     |
| Streckenlänge: | 72, 6 km            |                                     |                                     |
| Spurweite: | 762 mm (Schmalspur) |                                     |                                     |
| |                     |                                     |                                     |
| \| \| 0 \| Dehri-on-Sone, eröffnet 1911 \| Dehri-on-Sone, eröffnet 1911 \| \| \| \| Dehri City, eröffnet 1911 \| \| \| \| \| Badihan Shankar Puri, eröffnet 1911 \| \| \| \| \| Indrapuri, eröffnet 1911 \| \| \| \| \| Tilauthu, eröffnet 1911 \| \| \| \| \| Tilauthu Bazar, eröffnet 1911 \| \| \| \| \| Tumba, eröffnet 1911 \| \| \| \| \| Ramdihara, eröffnet 1911 \| \| \| \| \| Banjari, eröffnet 1911 \| \| \| \| 40 \| Rhotas, eröffnet 1911 \| Rhotas, eröffnet 1911 \| \| \| 42,5 \| Rohtasgarh, eröffnet 1927 \| Rohtasgarh, eröffnet 1927 \| \| \| \| Baulia Road \| \| \| \| \| Mahadevpuri Bhadara \| \| \| \| \| Nimahat \| \| \| \| \| Nauhatta Road \| \| \| \| 67 \| Tiura Pipra Dih[1][2] \| Tiura Pipra Dih[1][2] \| |                     |                                     |                                     |
| Kopfbahnhof Streckenanfang (Strecke außer Betrieb) | 0                   | Dehri-on-Sone, eröffnet 1911        | Dehri-on-Sone, eröffnet 1911        |
| Haltepunkt / Haltestelle (Strecke außer Betrieb) |                     | Dehri City, eröffnet 1911           | Dehri City, eröffnet 1911           |
| Haltepunkt / Haltestelle (Strecke außer Betrieb) |                     | Badihan Shankar Puri, eröffnet 1911 | Badihan Shankar Puri, eröffnet 1911 |
| Haltepunkt / Haltestelle (Strecke außer Betrieb) |                     | Indrapuri, eröffnet 1911            | Indrapuri, eröffnet 1911            |
| Haltepunkt / Haltestelle (Strecke außer Betrieb) |                     | Tilauthu, eröffnet 1911             | Tilauthu, eröffnet 1911             |
| Haltepunkt / Haltestelle (Strecke außer Betrieb) |                     | Tilauthu Bazar, eröffnet 1911       | Tilauthu Bazar, eröffnet 1911       |
| Haltepunkt / Haltestelle (Strecke außer Betrieb) |                     | Tumba, eröffnet 1911                | Tumba, eröffnet 1911                |
| Haltepunkt / Haltestelle (Strecke außer Betrieb) |                     | Ramdihara, eröffnet 1911            | Ramdihara, eröffnet 1911            |
| Haltepunkt / Haltestelle (Strecke außer Betrieb) |                     | Banjari, eröffnet 1911              | Banjari, eröffnet 1911              |
| Bahnhof (Strecke außer Betrieb) | 40                  | Rhotas, eröffnet 1911               | Rhotas, eröffnet 1911               |
| Haltepunkt / Haltestelle (Strecke außer Betrieb) | 42,5                | Rohtasgarh, eröffnet 1927           | Rohtasgarh, eröffnet 1927           |
| Haltepunkt / Haltestelle (Strecke außer Betrieb) |                     | Baulia Road                         | Baulia Road                         |
| Haltepunkt / Haltestelle (Strecke außer Betrieb) |                     | Mahadevpuri Bhadara                 | Mahadevpuri Bhadara                 |
| Haltepunkt / Haltestelle (Strecke außer Betrieb) |                     | Nimahat                             | Nimahat                             |
| Haltepunkt / Haltestelle (Strecke außer Betrieb) |                     | Nauhatta Road                       | Nauhatta Road                       |
| Kopfbahnhof Streckenende (Strecke außer Betrieb) | 67                  | Tiura Pipra Dih                     | Tiura Pipra Dih                     |

Die Dehri Rohtas Light Railway (DRLR) war eine 67 km lange Schmalspurbahn mit einer Spurweite von 762 mm (2 Fuß 6 Zoll) zwischen Dehri-on-Sone und Tiura Pipara Dih im Bundesstaat Bihar, Indien.

## Geschichte
Die Dehri Rohtas Light Railway wurde 1907 als Dehri Rohtas Tramway Company gegründet und wurde von Octavius Steel & Company aus Kalkutta mitfinanziert. Der ursprüngliche Vertrag bestand darin, eine 40 km lange Zubringerlinie von Rohtas nach Dehri-on-Sone an der Strecke Delhi–Kalkutta der East Indian Railway zu bauen. Bald darauf wurde die Bahngesellschaft als Kleinbahngesellschaft gegründet, um die Vermögenswerte der damals stillgelegten Dwara-Therria Light Railway in Assam zu erwerben.
Die DRLR wurde 1911 für den Verkehr freigegeben. Sie boomte zwischen 1913 und 1914, als sie über 50.000 Passagiere und 90.000 Tonnen Fracht transportierte, wobei der Güterverkehr hauptsächlich aus Marmor und Kalkstein bestand. Im Jahr 1927 wurde eine 2,5 km lange Zweigstrecke zur Festungsanlage Rohtasgarh in Rohtas hinzugefügt. Rohtas Industries verlängerte die Strecke um weitere 27 km nach Tiura Pipradih.

## Personen und Güterverkehr
Zu ihrem Höhepunkt betrieb die DRLR täglich zwei Personenzüge in jeder Richtung von Dehri-on-Sone und Tiura Pipradih, einer Strecke von 67 km. Außerdem betrieb die Eisenbahn den Marmor- und Kalkstein-Gütertransport zur Hauptstrecke in Dehri.

## Lokomotiven
Die DRLR betrieben sehr unterschiedliche Lokomotiven. Anfangs setzten sie 0-6-2 Tenderlokomotiven ein, von denen drei 1909 nach der Schließung der Dwara–Therria Railway von dieser übernommen wurden. Sie verwendeten auch 0-6-0, 0-4-0 (Sentinel) und 0-6-4 Tenderlokomotiven. Nach der kriegsbedingten Verkehrszunahme brauchte die Bahn bis zu acht neue Tenderlokomotiven der Klasse 2-6-2 der ZB-Klasse, die zu gleichen Teilen von Hudswell Clarke und Krauss-Maffei beschafft wurden. Die Eisenbahn erwarb auch mehrere Lokomotiven, darunter die von Hudswell Clarke gebauten 2-8-4-Tenderlokomotiven der A/1-Klasse, die 1959 von der Strecke Pulgaon–Arvi der Central Railway kamen. Andere einzigartige Lokomotiven der DRLR waren die verschiedenen ursprünglich auf der Strecke Kalka–Simla eingesetzte 2-6-2 Tenderlokomotiven der K-Klasse von Kerr Stuart und 2-6-4 Tenderlokomotiven von Henschel, die von der Shahdara–Saharanpur Light Railway kamen.
1936 war die Gesellschaft im Besitz von 6 Lokomotiven, 3 Triebwagen, 11 Personenwagen und 132 Güterwagen. 1970 waren 27 Dampflokomotiven, 3 Triebwagen, 16 Personenwagen und 756 Güterwagen im Bestand.

## Klassifizierung
Das Unternehmen wurde nach der von der indischen Regierung 1926 eingeführten Indian Railway Classification als Eisenbahn der Klasse III eingestuft.

## Schließung
Aufgrund des Rückgangs des Transportsaufkommens durch den ab den 1970er Jahren zunehmenden Straßenverkehr wurde die DRLR am 16. Juli 1984 stillgelegt.